# هوى بغداد (مسلسل)
هوى بغداد هو مسلسل درامي رومانسي استعراضي عراقي من إنتاج قناة الشرقية بطولة الممثل التركي ذو الأصول العراقية آسر ويست والممثلة التونسية العراقية زهراء بن ميم، المسلسل من تأليف وإخراج مهند أبو خمرة، أصدر لأول مرة في 6 مايو 2019 على قناة الشرقية. جميع أحداث المسلسل صورت من داخل العاصمة بغداد وباللهجة العراقية، المسلسل اعتمد على عرض حلقات منفصلة، لكل حلقة قصة وحكاية مغايرة تجمع بين الشخصيتين شمس وأمير. أغاني المسلسل كانت بصوت الفنانة أصيل هميم والفنان نصرت البدر وحسين غزال. الموسم الثاني للمسلسل كان بعنوان «دجلة وفرات» عرض في 13 أبريل 2021 على قناة الشرقية، قاموا بالموسم الثاني بتغيير الممثل الرئيسي وجعلوا علي عجينة يمثل الدور الرئيسي بدلاً من آسر.

## القصة
يحكي المسلسل عن قصة حب واقعية بشكل رومانسي بين أبطال كافحوا ليصلوا إلى بعضهم، وفي كل حلقة قصة تجمع بين شمس وأمير ضمن أجواء بغداد الساحرة.

## الممثلين

### البطولة
- إيسر ويست (امير)
- زهراء حبيب بن ميم (شمس)

### بمشاركة
- سامي قفطان
- عواطف السلمان
- أنعام الربيعي
- كاظم القرشي
- سعد خليفة
- محمد ناصر

## التصوير والإنتاج
صورت جميع أحداث المسلسل من داخل العاصمة بغداد واستمر التصوير لمدة 40 يوم، ابتدء التصوير في 20 أبريل 2019 وانتهى في منتصف شهر رمضان في 20 مايو 2019. صورت الحلقات مناطق عدة من بغداد منها القشلة وجسر الصرافية والكرادة وبرج المأمون ومطار بغداد الدولي ومول بغداد ومتنزه الزوراء وبيت رشيد عالي الكيلاني وفندق شيراتون وغيرها. تم التصوير بمعدات مؤسسة البدر للثقافة والإعلام واستعانوا بمصورين تركيين، وأحد العناصر التي ساهمت في نجاح المسلسل هي المهارة بالتصوير والرؤية الإخراجية، حيث أبدع المخرج في التصوير الجوي لإبراز جماليات المكان من الجو وهذا أول مسلسل عراقي يعتمد أسلوب التصوير الجوي.
كشف الإعلامي حيدر النعيمي إنه كان من المقرر أن يكون المسلسل من بطولة إسراء الأصيل وسيف نبيل إلا أن الموضوع لم يتم رغم وصوله لمراحل نهائية وقتها، حيث سيف أكد أنه منشغل بتسجيل ألبومه فيما تراجعت اسراء بعدها بسبب انسحاب سيف من جهة ومن جهة ثانية لعدم معرفتها بإمكانيات الممثل التركي آسر ويست.
في فبراير 2020 بدأت الأستعدادت لعمل الموسم الثاني للمسلسل بعنوان «عشق الحياة» وقاموا بتغيير الممثل الرئيسي وجعلوا رافي ميخائيل يمثل الدور الرئيسي بدلاً من آسر، لكنهم لم يستطيعوا مواصلة العمل والتصوير وذلك بسبب غلق المطارات وفرض حظر التجوال أثر جائحة فيروس كورونا لذلك قرروا أن يصوروا المسلسل بتقنية الشاشة الخضراء وبداخل الاستديو ولكنهم لم يستطيعوا من إكمال العمل بسبب المدة القصيرة لحلول شهر رمضان وقرروا أن يأجلوا جميع أعمالهم إلى حين إنتهاء جائحة فيروس كورونا.
في فبراير 2021 بدأوا بتصوير الموسم الثاني لهوى بغداد بعنوان «دجلة وفرات» وتم الإنتهاء من التصوير في 25 مارس 2021. في هذا الموسم قاموا بتغيير الممثل الرئيسي وجعلوا علي عجينة يمثل الدور الرئيسي.[بحاجة لمصدر]

## كتاب هوى بغداد
في معرض العراق الدولي للكتاب 2020 تم إصدار كتاب للمسلسل بعنوان «قصص هوى بغداد» الكتاب يحتوي على قصص الحلقات مكتوبة بصورة روائية باللغة العربية الفصحى للكاتب مهند أبو خمرة ويتضمن كل الأغاني التي قدمت في المسلسل، إضافة إلى خمس حلقات لم يجرِ تصوريها في المسلسل ذكرت في الرواية. تم طباعة الكتاب في ألمانيا. حقق الكتاب نسب مبيعات كبيرة جداً فقد بيع منه في يوم واحد 400 نسخة، وجميع أرباحه خصصت لمرضى السرطان وللعوائل المتعففة.

## قائمة الحلقات
| رقم الحلقة | عنوان الحلقة | إخراج وتأليف  | تاريخ الإصدار | مدة العرض |
| --- | ------------ | ------------- | ------------- | --------- |
| 1 |              | مهند أبو خمرة | 6 مايو 2019   | 27:47     |
| شمس هي باحثة تاريخية تذهب إلى القشلة لكي تعمل بحث على المناطق التاريخية وهناك تلتقي بشخص يدعى أمير أدعى إنه حارس القشلة وتذهب معه على موعد عشاء في الليل وفي الصباح يأتي إليها رجل عجوز لإيقاضها وقال لها إنها كانت وحدها ولا يوجد شخص يدعى أمير وإنه هو حارس القشلة ولكن شمس لم تصدق كلامه وضلت تبحث عنه وفي أحد ممرات القشلة وجدت صورة أمير معقلة على جدار وقالت للحارس أن هذا هو أمير وقال لها الحارس إن هذا هو أمير باشا والي بغداد ومؤسس القشلة سنة 1865 وقال لها إنه أحب فتاة وأعطته وردة مشدودة بقماش أبيض وقالت له إنها ستأتي له قبل أن تذبل الوردة ولكنها لم تاتي وظل أمير ينتظر إلى أن مات ويقال أن روحه ضلت في القشلة لإنتظارها.                                   |              |               |               |           |
| 2 |              | مهند أبو خمرة | 7 مايو 2019   | 32:40     |
| تحكي القصة عن الفصلية وهي إذا شخص قتل شخص فيأخذون أخت القاتل ويزوجوها لعائلة المقتول بدون عرس ومهر، فتدور أحداث الحلقة حول شمس التي يأخذونها كفصلية ويزوجوها لأمير (أخ المقتول) بالرغم من تدخل القوات الأمنية وحقوق المرأة، ولكن أخوها القاتل يأتي إلى عائلة المقتول ويطلب منهم السماح فيسامحوه ويرجعون له أخته ولكن شمس أحبت أمير، فقرر أمير أن يأتي لمنزلها ويطلب يدها. |              |               |               |           |
| 3 |              | مهند أبو خمرة | 8 مايو 2019   | 26:20     |
| شمس تلتقي بأمير في المطار عندما أسقط عليها القهوة دون قصد، فتغضب منه شمس كثيراً وأثناء السفر أتضح أن مقعد شمس كان بجوار أمير وأثناء الطيران إلى بغداد تحلم شمس حلماً بأن أمير لديه قنبلة موقوتة في حقيبته وعندما أستيقظت شمس أتهمت أمير بأنه أرهابي فيأتي إليها الأمن ويفتشون حقيبة أمير ويتضح إنه بريئ، وبعد الوصول إلى بغداد يذهب أمير إلى حفلة زفاف صديقه وهناك يلتقي بشمس مجدداً عن طريق أسقاط العصير عليها دون قصد، فتعجب أمير بوجودها هنا فقالت له إنها تصبح أخت العروس فيتبادلان الحديث ويقعان بالحب. |              |               |               |           |
| 4 |              | مهند أبو خمرة | 9 مايو 2019   | 16:42     |
| تبدأ الحلقة بمكالمة هاتفية تحدث بين شمس وأمير وتدل على انفصال أمير عن حبيبته وانفصال شمس عن حبيبها فتقرر شمس الإنتحار فتذهب إلى جسر الصرافية لكي تقفز من جسر ولكن يأتي أمير إليها لكي ينقذها وأثناء حديثهما مع بعض تمر سيارة زفاف بها حبيب شمس وحبيبة أمير فينصدمان برؤيتها ويتضح إنهما تعرضا للخيانة. وبعدها تبدأ قصة حب بين شمس وأمير فيتقدم أمير لكي يطلب يدها ويتزوجان وينجبان طفلاً ويعيشان حياةً سعيدة. |              |               |               |           |
| 5 |              | مهند أبو خمرة | 10 مايو 2019  | 18:03     |
| أمير هو كاتب يبحث عن الحب فيرى فتاة وهي تمشي فيقع بحبها من أول نظرة، وحاول بعدة طرق جذب اهتمامها لكنها لم تنتبه إليه فذهب إلى خاله (سعد خليفة) فيحاول معه أن يجذبان اهتمامها ولكنها لم تهتم لهما، وبعد عام كامل من المحاولات، وفي يوم ممطر أبتسمت الفتاة لأمير وألتفتت إليه ومن هذه اللحظة بدأت قصة حبهما فتزوجا وأنجبا طفلاً وكتب أمير قصة حُبه في كتابه. |              |               |               |           |
| 6 | «زواج العيد» | مهند أبو خمرة | 11 مايو 2019  | 29:30     |
| تتحدث عن القصة عن حادثة تفجير الكرادة حيث أن شمس وقعت في حب أمير الذي يعمل في محل للملابس في مركز الكرادة التجاري وقررا أن يتزوجان في أول أيام العيد ولكن في يوم العيد حدث أنفجار في المركز التجاري أسفر عن مقتل أمير فتأتي شمس لمكان الحادث وتضل تصرخ وتبكي عليه وفي هذه الاثناء تصور الحلقة روح أمير وهي تخرج للحياة لتشاهد فزع الناس ومن ثم تستيقظ روح شمس وهي نائمة لتودع روح أمير حيث قال لها ان عليه الذهاب ويجب عليها أن تكمل حياتها وفي نهاية الحلقة تأتي شمس لنفس مكان الحادث وهي تبكي ويأتيها رجل غريب يخبرها إنه من العائلة الناجية الوحيدة ويقول لها إنه علينا أن نبدأ حياة جديدة رغم الازمات والصدمات والمأسي وننسى ما حدث لِأننا عراقيين نتحمل الصدمات والمأساة. |              |               |               |           |
| 7 | «الخيانة»    | مهند أبو خمرة | 12 مايو 2019  | 23:18     |
| شمس تتزوج من أمير الذي عائلتها لم تقتنع به لانهم سمعوا إنه مع علاقات كثيرة وقال والدها 'إذا ذهبتِ للزواج به فلا تأتي إلى منزلنا' ولكن شمس تخلت عن أهلها وذهب للزواج والعيش مع أمير وفي يوم من الأيام قال لها أمير أن لديه سفرة عمل لمدة يومين وسيسافر وحده فوافقت شمس على سفرة ولكن بعد يوم من سفرة كانت شمس في أحد المطاعم مدعوة مع صديقاتها وهناك شاهدت أمير وهو يتحدث إلى فتاة اخرى فألتقطت شمس لهما صورة وعندما رجع أمير للمنزل فاجئته شمس بمناسبة ذكرى زواجهم بصورة الخيانة وأنفصلت عنه وذهبت لمنزل عائلتها. |              |               |               |           |
| 8 | TBA          | مهند أبو خمرة | 13 مايو 2019  | TBD       |
| 9 | TBA          | مهند أبو خمرة | 14 مايو 2019  | TBD       |
| 10 | TBA          | مهند أبو خمرة | 15 مايو 2019  | TBD       |
| 11 | TBA          | مهند أبو خمرة | 16 مايو 2019  | TBD       |
| 12 | TBA          | مهند أبو خمرة | 17 مايو 2019  | TBD       |
| 13 | TBA          | مهند أبو خمرة | 18 مايو 2019  | TBD       |
| 14 | TBA          | مهند أبو خمرة | 19 مايو 2019  | TBD       |
| 15 | TBA          | مهند أبو خمرة | 20 مايو 2019  | TBD       |

## شارة البداية والنهاية
- اسم الأغنية: هوى بغداد[12]
- غناء: نصرت البدر وأصيل هميم
- كلمات: ضياء الميالي
- ألحان: نصرت البدر
- توزيع: حسام الدين
- تسجيل: ستوديوهات نصرت البدر[13]

## الأغاني
| الحلقة | عنوان الأغنية | غناء                   | ألحان      | كلمات        | توزيع      |
| ------ | ------------- | ---------------------- | ---------- | ------------ | ---------- |
| 1      | الحب شي خيالي | حسين الغزال وأصيل هميم | نصرت البدر | ضياء الميالي | حسام الدين |
| 2      | فصلية         | حسين الغزال وأصيل هميم | نصرت البدر | ضياء الميالي | حسام الدين |
| 3      | يوم الأسود    | حسين الغزال وأصيل هميم | نصرت البدر | ضياء الميالي | حسام الدين |
| 4      | الحب قسمة     | حسين الغزال وأصيل هميم | نصرت البدر | ضياء الميالي | حسام الدين |
| 5      | عادي          | حسين الغزال وأصيل هميم | نصرت البدر | ضياء الميالي | حسام الدين |
| 6      | الكرادة       | نصرت البدر وأصيل هميم  | نصرت البدر | ضياء الميالي | حسام الدين |
| 7      | بعد ممنوع     | حسين الغزال وأصيل هميم | نصرت البدر | ضياء الميالي | حسام الدين |
| 8      | عاشكج         | حسين الغزال وأصيل هميم | نصرت البدر | ضياء الميالي | حسام الدين |
| 9      | انتي انتي     | حسين الغزال وأصيل هميم | نصرت البدر | ضياء الميالي | حسام الدين |
| 10     | مشتاك موت     | حسين الغزال وأصيل هميم | نصرت البدر | ضياء الميالي | حسام الدين |
| 11     | أحلى شي       | حسين الغزال وأصيل هميم | نصرت البدر | ضياء الميالي | حسام الدين |
| 12     | أول مرة أغني  | حسين الغزال وأصيل هميم | نصرت البدر | ضياء الميالي | حسام الدين |
| 13     | انه معدل      | حسين الغزال وأصيل هميم | نصرت البدر | ضياء الميالي | حسام الدين |
| 14     | بعدني وياك    | حسين الغزال وأصيل هميم | نصرت البدر | ضياء الميالي | حسام الدين |

## الجوائز
| السنة | الجائزة             | الفئة           | العمل المرشح  | النتيجة | المراجع.      |
| ----- | ------------------- | --------------- | ------------- | ------- | ------------- |
| 2019  | جائزة الهلال الذهبي | أفضل عمل        | هوى بغداد     | فوز     | [ 14 ] [ 15 ] |
| 2019  | جائزة الهلال الذهبي | أفضل سيناريو    | هوى بغداد     | فوز     | [ 14 ] [ 15 ] |
| 2019  | جائزة الهلال الذهبي | أفضل تايتل      | هوى بغداد     | فوز     | [ 14 ] [ 15 ] |
| 2019  | جائزة الهلال الذهبي | أفضل ممثل شاب   | آسر ويست      | فوز     | [ 14 ] [ 15 ] |
| 2019  | جائزة الهلال الذهبي | أفضل ممثلة شابة | زهراء بن ميم  | فوز     | [ 14 ] [ 15 ] |
| 2019  | جائزة الهلال الذهبي | أفضل مخرج       | مهند أبو خمرة | فوز     | [ 14 ] [ 15 ] |